# الرماية في الألعاب الأولمبية الصيفية 2016
أجريت منافسات الرماية ضمن دورة الألعاب الأولمبية الصيفية 2016 في ريو دي جانيرو في الفترة من 06-14 أغسطس في مركز الرماية الوطني في ديودورو. 390 رياضي شاركوا في خمسة عشر حدث من هذه المنافسة.